# Martina Schwarz
Martina Schwarz (z domu Schmidt, ur. 1 września 1960 w Parchim) – niemiecka siatkarka, medalistka igrzysk olimpijskich, dwukrotna medalistka mistrzostw Europy.

## Życiorys
Schmidt była w składzie reprezentacji Niemiec Wschodnich na igrzyskach olimpijskich 1980 w Moskwie. Zagrała wówczas w dwóch z trzech meczów fazy grupowej oraz w przegranym finale ze Związkiem Radzieckim. W 1983 wraz z reprezentacją triumfowała na mistrzostwach Europy w NRD. Dwa lata później, w Holandii zdobyła tytuł wicemistrzyni Europy.
Występowała w klubie SC Traktor Schwerin. Grała również w siatkówkę plażową. Już pod nazwiskiem Schwarz, w 1992 i 1993 w parze z Beate Paetow wywalczyła mistrzostwo Niemiec. Karierę siatkarką zakończyła w 2006 w wieku 46 lat w klubie 1. VC Norderstedt.